# Moravské Křižánky

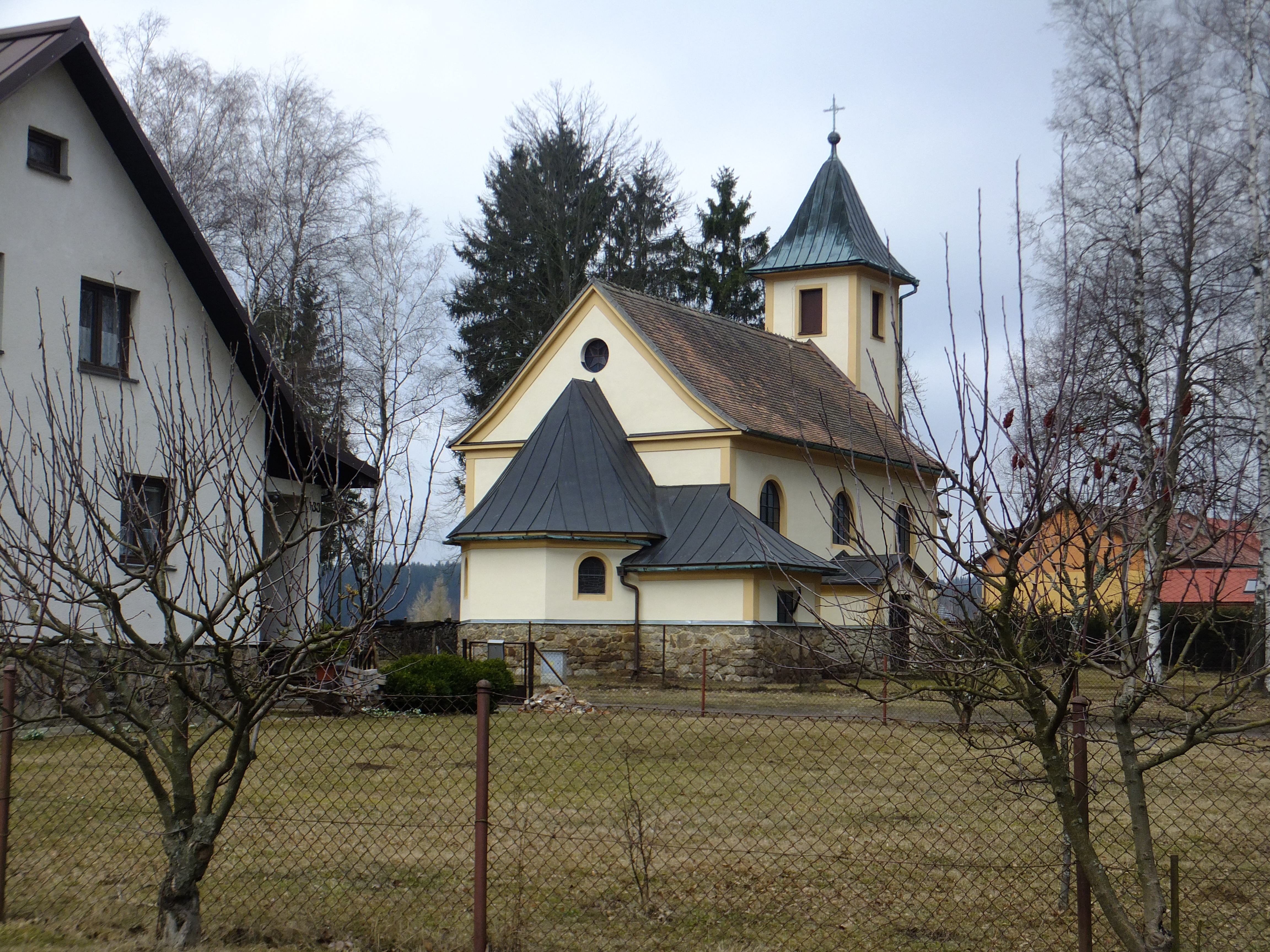
Kirche Mariahilf

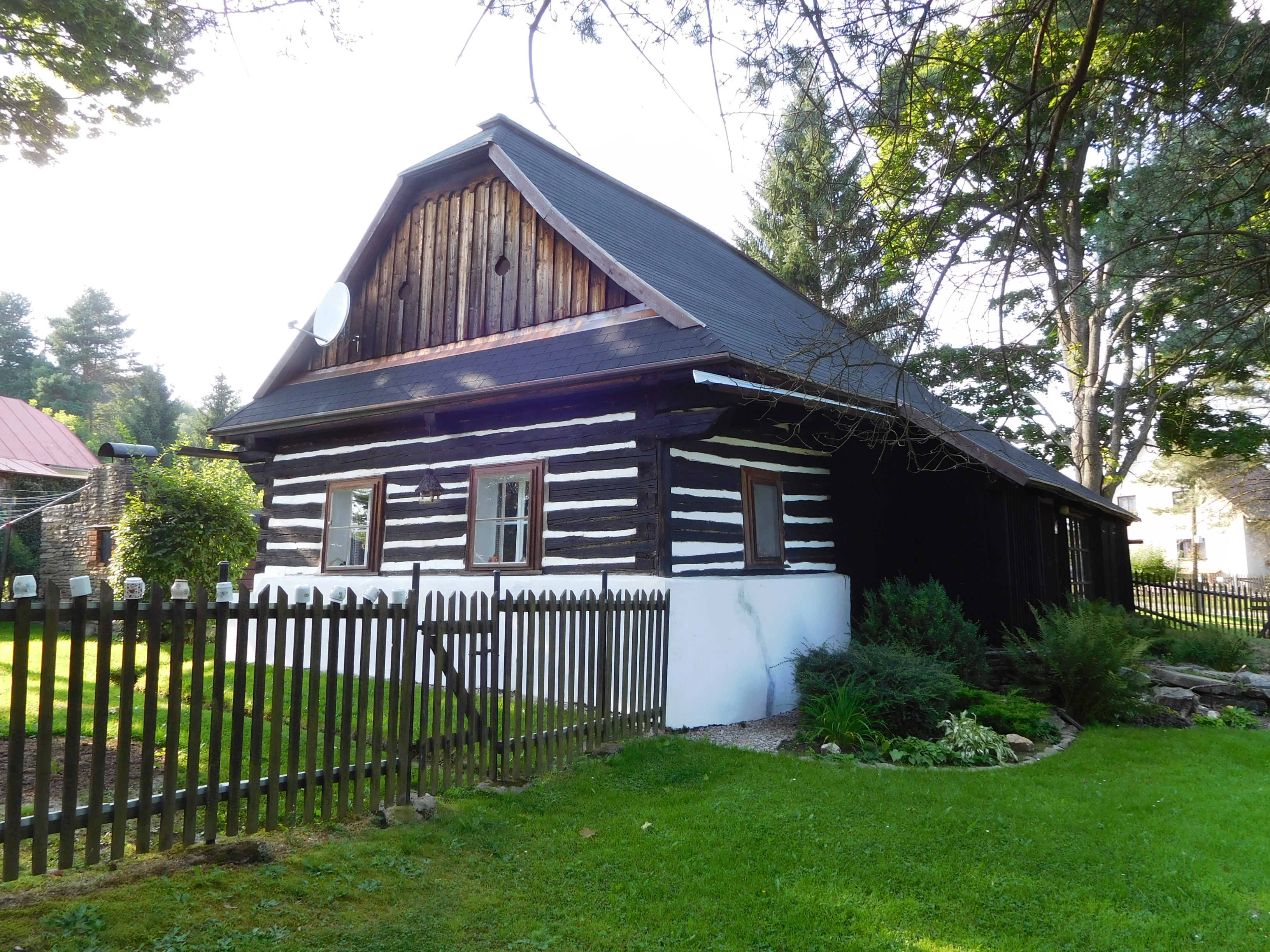
Chaluppe Nr. 99

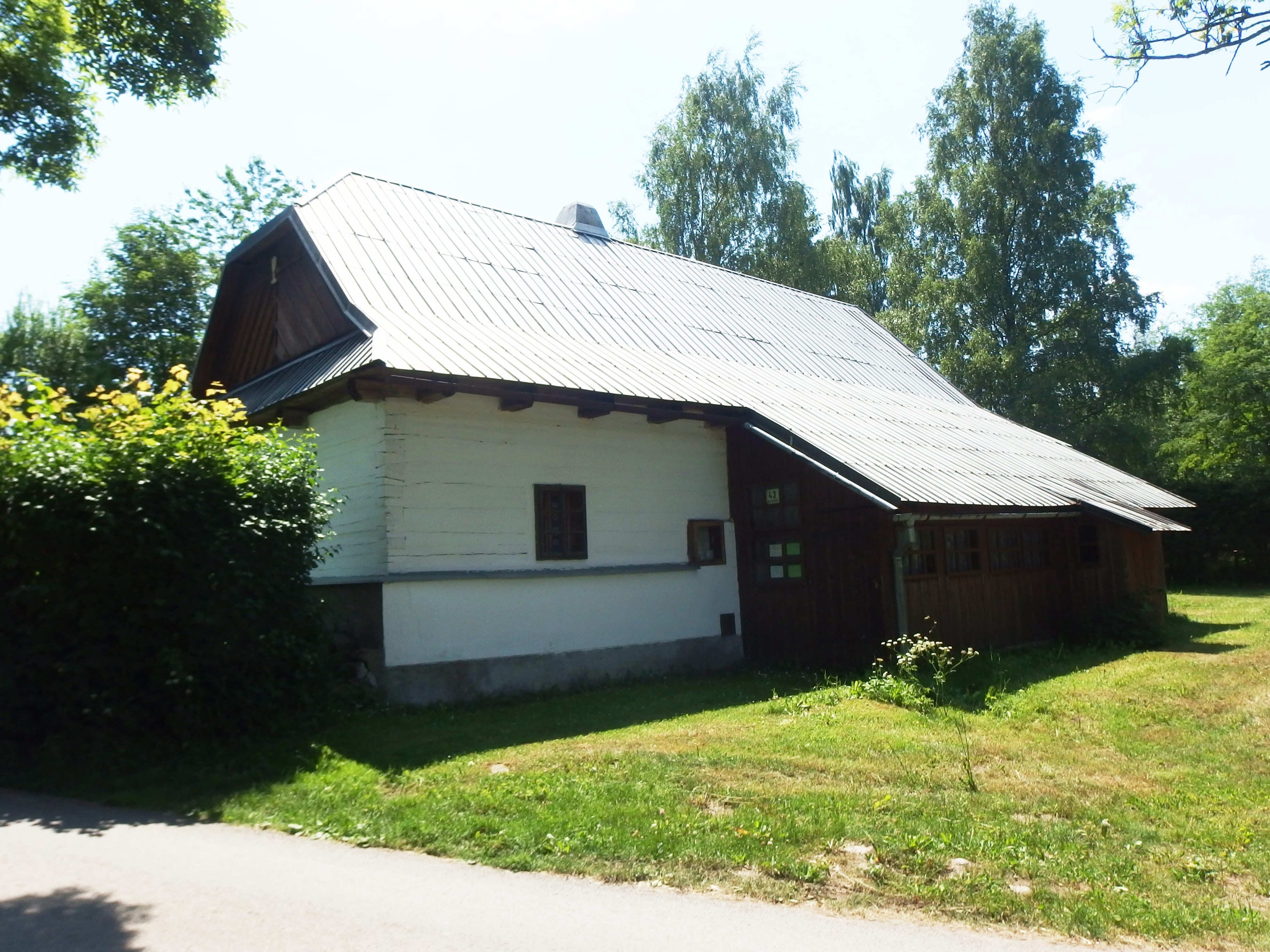
Evangelisches Bethaus

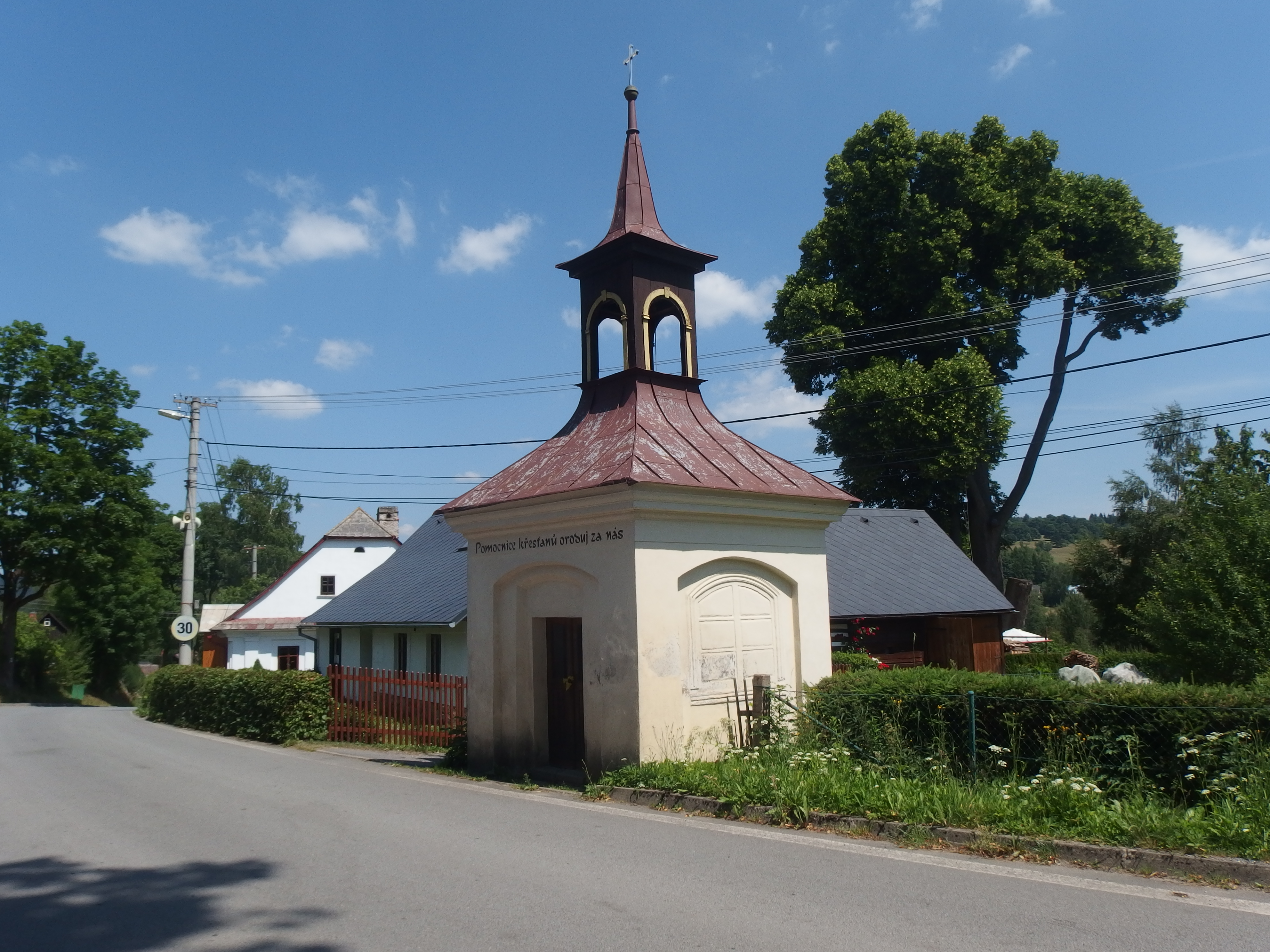
Kapelle

Moravské Křižánky (deutsch Mährisch Krischanek) ist ein Ortsteil der Gemeinde Křižánky in Tschechien. Er liegt 14 Kilometer nördlich von Nové Město na Moravě und gehört zum Okres Žďár nad Sázavou.

## Geographie
Moravské Křižánky befindet sich rechtsseitig der Svratka in einem Talkessel im Zentrum der Saarer Berge und wird vom Bach Kyšperský potok durchflossen. Das Dorf liegt zusammen mit České Křižánky auf einer großen Rodungsinsel inmitten ausgedehnter Waldgebiete. Im Ortszentrum liegt der Teich Kyšperský rybník, an der südlichen Peripherie der Teich Řasník. Durch Moravské Křižánky führt die Straße II/354 zwischen Svratka und Sněžné. Nördlich erheben sich der Karlštejn (783 m n.m.), Bubnovaný kopec (780 m n.m.) und Zkamenělý zámek (752 m n.m.), im Nordosten der Český kopec (711 m n.m.), östlich die Milovské perníčky (757 m n.m.), Horka (615 m n.m.) und Čtyřpaličaté skály (732 m n.m.), im Südosten der Vysoký kopec (806 m n.m.), südlich die Drátenická skála (775 m n.m.), Malinská skála (811 m n.m.) und Suchý kopec (815 m n.m.), im Südwesten der Sochův kout (676 m n.m.) und die Devět skal (836 m n.m.), westlich der U Žida (777 m n.m.),  Hřeben (715 m n.m.) und Na Čermačkách (722 m n.m.) sowie im Nordwesten die Na Borovině (674 m n.m.) und U Osla (709 m n.m.).
Nachbarorte sind Moravská Cikánka, Česká Cikánka und Karlštejn im Norden, České Křižánky im Nordosten, České Milovy im Osten, Podlesí und Milovy im Südosten, Blatiny, Samotín und Blatky im Süden, Světnov und Cikháj im Südwesten, Brušovec, Kocanda, Moravský Herálec und Chaloupky im Westen sowie Přední Hůra und Moravská Svratka im Nordwesten.

## Geschichte
Der Lauf der Svratka bildete hier die historische Grenze zwischen Böhmen und Mähren; auf der böhmischen Seite war im 14. Jahrhundert die Streusiedlung Křižánky entstanden. Später ließen die Herren von Pernstein auf der Křižánky gegenüberliegenden mährischen Seite ebenfalls den Wald roden und gründeten eine gleichnamige Ansiedlung.
Die erste schriftliche Erwähnung des mährischen Křižánky erfolgte 1437, als Johann von Pernstein das Dorf zusammen mit weiteren Orten seiner Frau Barbara von Waldstein als Morgengabe überließ. Im Jahre 1500 kam der Ort nach der Teilung der Pernsteiner Herrschaft zum Neustadtl-Ingrowitzer Anteil. Die niedere Gerichtsbarkeit übte seit dem 16. Jahrhundert der Richter in Nemetzky aus. 1564 wurde das Dorf Teil der Herrschaft Neustadtl. Nach dem Tode von Vratislav von Pernstein verkauften seine Söhne Johann und Maximilian die verschuldete Herrschaft Neustadtl 1587 an Wilhelm Dubský von Třebomyslice.  Dubský verlor nach der Schlacht am Weißen Berg 1624 seine Güter, neuer Grundherr wurde Kardinal Franz Xaver von Dietrichstein. Im 17. Jahrhundert wurde eine Glashütte errichtet, die um 1740 erlosch. 1638 kam die Herrschaft Neustadtl an Simon Kratzer von Schönsberg. Unter den Kratzer von Schönsberg wurde der Bergbau auf Magnetiteisenerz aufgenommen und ein Eisenhammer angelegt. Als Franz Maximilian Kratzer von Schönberg 1679 verstarb, hinterließ er große Schulden und die Herrschaft ging in die Verwaltung eines der Hauptgläubiger, Ferdinand Fürst von Dietrichstein, über. Dessen Sohn Leopold überließ die Herrschaft 1699 dem adeligen Damenstift Maria Schul in Brünn. Das älteste Ortssiegel stammt von 1743; es zeigte ein großes Tatzenkreuz, umgeben von vier kleinen. Bis zur Mitte des 19. Jahrhunderts blieb Krzižanek immer der Herrschaft Neustadtl untertänig.
Nach der Aufhebung der Patrimonialherrschaften bildete Křižánky ab 1850 mit den Ortsteilen Cikánka, Cikanecká, Fixův Mlýn und Svratka eine Gemeinde im Gerichtsbezirk Neustadtl. Ab 1862 gehörte die Gemeinde zum Bezirk Neustadtl. Der Eisenhammer wurde 1874 stillgelegt. Nach dem Erlöschen der Glas- und Eisenindustrie bildete die Feilenhauerei die Haupterwerbsquelle der Bewohner. Der Ortsteil Svratka löste sich in den 1870er Jahren los und bildete unter dem Namen Novoměstská Svratka eine eigene Gemeinde. Zu besseren Unterscheidung von der gleichnamigen böhmischen Gemeinde wurde Křižánky zum Ende des 19. Jahrhunderts in Moravské Křižánky umbenannt; ebenso erhielt der Ortsteil Cikánka den neuen Namen Moravská Cikánka. In Moravské Křižánky lag wahrscheinlich der Ursprung des Skilaufs in der Vysočina; bereits 1886 verwendeten der Lehrer Houdek und Forstmann Resch aus Norwegen importierte Bretter. Im 20. Jahrhundert entwickelte sich Moravské Křižánky zu einem Erholungsort. Der Ortsteil Moravská Cikánka wurde 1950 nach Svratka umgemeindet. Im Zuge der Gemeindegebietsreform von 1960 wurden Moravské Křižánky und České Křižánky zu einer Gemeinde Křižánky zusammengeschlossen und dem Okres Žďár nad Sázavou zugeordnet. Zwischen 1980 und 1990 war Křižánky nach Sázava eingemeindet.
Nach der Samtenen Revolution entstanden die Gemeinden České Křižánky und Moravské Křižánky. Im Jahre 2002 erfolgte der erneute Zusammenschluss von České Křižánky (mit České Milovy) und Moravské Křižánky zu einer Gemeinde Křižánky.
Moravské Křižánky ist seit 1995 als dörfliches Denkmalreservat ausgewiesen.

## Gemeindegliederung
Der Ortsteil Moravské Křižánky bildet einen Katastralbezirk.

## Sehenswürdigkeiten
- Kirche Mariahilf, errichtet 1932–1934 nach Plänen des Brünner Baumeisters Jaroslav Jungmann
- Kapelle, erbaut 1863 anstelle eines hölzernen Glockenturmes
- Gezimmerte Chaluppen
- Evangelisches Bethaus
- Geschützte Linde von 25 m Höhe
- Devět skal, höchste Erhebung der Saarer Berge